# Estadio Benito Villamarín
Estadio Benito Villamarín är en fotbollsarena i Sevilla, Spanien och hemmaplan för Real Betis. Arenan har en kapacitet på 60 720 åskådare och invigdes 1929 av det spanska landslaget.